# Madame de Thèbes (pel·lícula)
Madame de Thèbes és una pel·lícula muda sueca dirigida per Mauritz Stiller i estrenada l'agost de 1915.

## Sinopsi
Una jove gitana, Ayla, és maleïda pel seu pare perquè va donar a llum un nadó d'una relació fora del matrimoni amb un foraster a la tribu. Expulsada de la casa paterna, intenta abandonar el seu nadó al bosc, però quan arriba al parc d'una finca, és acollida per la propietària, la comtessa Julie. El nadó, Robert, és acollit per la comtessa. Aquesta regala un medalló amb la seva efígie a la gitana; la comtessa havia perdut recentment un nadó just després de néixer. Trenta-cinc anys després, a la mort de la comtessa, el nen s'ha convertit en un polític important al qual se li promet un càrrec ministerial. Per una carta de la difunta s'assabenta que és fill natural d'una gitana que porta el retrat de la comtessa en un medalló. El baró von Volmar, un polític contrari a Robert, consulta una clarivident i lectora de mans, Madame de Thèbes (que no és altra que Ayla), cortejada per l'aristocràcia i la classe política. Ella prediu un futur enlluernador per al baró en política i registra les seves prediccions en un full amb l'empremta de la mà del baró.
Mentrestant, Max, el criat de Robert, ha robat la carta del seu amo informant-li del seu veritable naixement per donar-la al baró per diners en efectiu. Aquest últim pretén revelar-ho als seus oponents polítics. A més, envia a Robert el full de prediccions de Madame de Thèbes amb la seva resposta i l'empremta de la seva mà al full.
Louise, la filla del baró, s'assabenta de les intrigues del seu pare; tanmateix està enamorada de Robert que l'havia salvat d'un atac temps abans, sense revelar la seva identitat. Louise escriu a la senyora de Thèbes que acaba de ser empresonada per l'excessiva influència que exerceix amb la classe política. Louise ve a buscar-la a la seva presó. S'intercanvien la roba i la reclusa s'escapa, portant una carta de Louise al seu pare en la qual amenaça de suïcidar-se si el seu pare no interromp la seva acció difamatòria contra Robert.
Madame de Thèbes acudeix a la sessió parlamentària durant la qual el baró revela el naixement il·legítim de Robert, que acaba de ser nomenat ministre d'Afers Exteriors, i des de la sala reservada al públic la clarividente renega del seu fill perquè salvi la carrera i es desmaia. Mentre és rescatada, ensenya la carta de Louise al baró. Aquest últim, davant la resta de diputats, replanteja llavors les seves revelacions. L'escàndol s'apaga.
Més tard, Robert troba Madame de Thèbes, oficialment alliberada; però atacada per un ictus, mor sobtadament. Aleshores en Robert s'adona del medalló que porta al coll i s'adona que és la seva mare natural, ja que porta el retrat de la seva mare adoptiva.

## Repartiment
- Märta Halldén: la comtessa Julie
- Nicolai Johannsen: Robert
- William Larsson: Max, el criat de Robert
- Albin Lavén: el baró von Volmar
- Karin Molander: Louise, la seva filla
- Ragna Wettergreen: Ayla, Madame de Thèbes
- John Ekman: son père
- Doris Nelson: Ayla de jove[3]

## Producció
La pel·lícula es va rodar des de maig fins a principis d'agost de 1915. La primera va tenir lloc el 7 d'agost de 1915 a Christiania, capital de Noruega; després a Göteborg, Suècia, el 23 d'agost de 1915. A més de Suècia i Noruega, país d'origen de la pel·lícula, aquesta pel·lícula s'ha venut a Dinamarca, Finlàndia, Regne Unit, Països Baixos, França, Suïssa, Espanya, Itàlia, a Alemanya (10 còpies), Àustria-Hongria, Rússia, Bulgària, EUA (7 impressions), Brasil, Cuba, Austràlia i Nova Zelanda. Es va trobar una còpia de la pel·lícula original a la Biblioteca del Congrés de Washington. L'any 2004 es va trobar una còpia nitrada amb text francès.